# گرم آب
گرم آب یک منطقهٔ مسکونی در افغانستان است که در ولایت بامیان واقع شده‌است.